# Phụ nữ

Tranh của Sandro Botticelli: Sự ra đời của Venus (khoảng 1485)

Biểu tượng của sinh vật cái trong sinh học và nữ giới, hình chiếc gương và chiếc lược. Đây cũng là biểu tượng của Sao Kim trong chiêm tinh học, của thần Vệ nữ trong thần thoại La Mã và của đồng trong thuật giả kim.

Phụ nữ, đàn bà, nữ giới hay gọi ngắn gọn là nữ là từ chỉ giới tính cái của loài người. Phụ nữ hoặc đàn bà thường được dùng để chỉ một người trưởng thành, còn con gái thường được dùng chỉ đến trẻ gái nhỏ hay mới lớn. Bên cạnh đó từ phụ nữ, đôi khi dùng để chỉ đến một con người giới tính nữ, bất kể tuổi tác, như là trong nhóm từ "quyền phụ nữ" ( cách dùng này không được sử dụng phổ biến )
Thông thường, một phụ nữ có hai nhiễm sắc thể X và có khả năng mang thai và sinh con từ tuổi dậy thì cho đến khi mãn kinh. Giải phẫu phụ nữ, như phân biệt với giải phẫu nam, bao gồm ống dẫn trứng, buồng trứng, tử cung, âm hộ, vú, tuyến Skene và tuyến Bartholin. Xương chậu của nữ rộng hơn nam giới, hông thường rộng hơn và phụ nữ có khuôn mặt và lông trên cơ thể khác ít hơn đáng kể. Xét về trung bình, phụ nữ có chiều cao thấp hơn và ít cơ bắp hơn nam giới.
Trong suốt lịch sử loài người, vai trò giới truyền thống thường được xác định và hạn chế các hoạt động và cơ hội của phụ nữ; nhiều học thuyết tôn giáo quy định một số quy tắc nhất định đối với phụ nữ là bắt buộc. Với những hạn chế nới lỏng trong thế kỷ 20 ở nhiều xã hội, phụ nữ đã tiếp cận được với sự nghiệp ngoài vai trò người nội trợ truyền thống và khả năng theo đuổi giáo dục đại học. Bạo lực đối với phụ nữ, cho dù trong gia đình hay trong cộng đồng, có một lịch sử lâu dài và chủ yếu do đàn ông gây ra. Một số phụ nữ bị từ chối quyền sinh sản. Các phong trào và ý thức hệ của nữ quyền có một mục tiêu chung là đạt được bình đẳng giới.
Một số phụ nữ là người có sự phân định tâm lý giới tính không phù hợp với bản sắc giới tính của họ), hoặc là liên giới tính (một dạng khuyết tật bẩm sinh khiến những người sinh ra có đặc điểm cơ quan sinh dục không phù hợp với hình dạng bộ phận sinh dục điển hình của cả nam và nữ).

## Khái niệm và ngôn ngữ sử dụng
Trong ngôn ngữ anh, có nhiều từ gần nghĩa với "nữ giới", đều chỉ một nhóm đối tượng thuộc nữ giới nhưng mang tính phân loại cao hơn. Một số từ tiêu biểu hay gặp là đàn bà, phụ nữ, con gái, em gái,…
Phụ nữ chỉ những người đã lập gia đình. Nó cho thấy một cái nhìn ít nhất là trung lập, hoặc thể hiện thiện cảm, sự trân trọng nhất định từ phía người sử dụng.
Đàn bà có một định nghĩa tương tự, nhưng không thể hiện sự trang trọng. Nó cho một cái nhìn bao hàm nhìều mặt, cả về khía cạnh xã hội cũng như bản chất sinh học... Thông thường, chỉ nên sử dụng từ "đàn bà" khi cần một cái nhìn thật sự trung lập, hoặc muốn thể hiện một thái độ thiếu thiện cảm (thường được sử dụng bởi một người mang định kiến đối với nữ giới), bởi nó khiến liên tưởng đến những mặt được họ cho là xấu ở nữ giới.
Con gái chỉ những nữ giới trẻ, thường ở độ tuổi vị thành niên và thanh niên, những người đã có biểu hiện rõ ràng của giới tính nữ (nhỏ hơn nữa thì được gọi là bé gái) nhưng chưa được cho là trưởng thành.
Không có ranh giới rõ rệt giữa các từ này. Có những nữ giới mặc dù chưa kết hôn, chưa quan hệ tình dục... nhưng có nhiều biểu hiện tầm thường vẫn bị coi là "đàn bà"; mặt khác, cũng có những nữ giới đã trưởng thành nhưng dưới một cái nhìn cao hơn, vẫn được cho là ngây thơ, trong sáng... và được gọi là "cô gái".
Ngoài ra, còn một số từ khác để chỉ đối tượng nữ giới, như "mụ", "thị"... nhưng ít được sử dụng và thể hiện thành kiến cá nhân.

### Biểu tượng sinh học
Biểu tượng của Sao Kim hoặc nữ thần Aphrodite trong tiếng Hy Lạp cũng được dùng trong sinh học để mô tả giống cái. Đây là một biểu tượng cách điệu của gương nằm trên tay của nữ thần Vệ nữ hoặc một biểu tượng của nữ thần này: một vòng tròn với một dấu thập ở dưới. Biểu tượng Venus cũng đồng thời đại diện cho nữ tính, và trong giả kim thuật cổ đại cũng là biểu tượng của kim loại đồng. Các nhà giả kim thuật xây dựng biểu tượng này từ một hình tròn (biểu tượng cho ý thức) nằm trên một dấu thập (biểu tượng cho vật chất).

## Lịch sử
Những người phụ nữ sớm nhất có tên được biết đến qua khảo cổ học bao gồm:
- Neithhotep (khoảng năm 3200 TCN), vợ của Narmer và là nữ hoàng đầu tiên của Ai Cập cổ đại. [2] [3]
- Merneith (khoảng 3000 TCN), phối ngẫu và nhiếp chính của Ai Cập cổ đại trong triều đại đầu tiên. Cô ấy có thể là người cai trị Ai Cập theo cách riêng của mình. [4] [5]
- Merit-Ptah (khoảng 2700 TCN), cũng sống ở Ai Cập và là nữ bác sĩ và nhà khoa học được biết đến sớm nhất. [6]
- Peseshet (khoảng 2600 TCN), một bác sĩ ở Ai Cập cổ đại. [7] [8]
- Puabi (khoảng 2600 BCE), hoặc Shubad   - nữ hoàng của Ur có ngôi mộ được phát hiện với nhiều cổ vật đắt tiền. Các nữ hoàng tiền Sargonic khác của Ur (vợ hoàng gia) bao gồm Ashusikildigir, Ninbanda và Gansamannu. [9]
- Kugbau (khoảng 2.500 TCN), một taverness từ Kish lựa chọn bởi các Nippur linh mục để trở thành người cai trị bá chủ của Sumer, và ở lứa tuổi sau tôn sùng là "Kubaba".
- Tashlultum (khoảng năm 2400 TCN), nữ hoàng Akkadian, vợ của Sargon của Akkad và mẹ của Enheduanna. [10] [11]
- Baranamtarra (khoảng năm 2384 TCN), nữ hoàng nổi tiếng và có ảnh hưởng của Lrifanda of Lagash. Các nữ hoàng tiền Sargonic được biết đến khác của triều đại Lagash đầu tiên bao gồm Menbara-abzu, Ashume'eren, Ninkhilisug, Dimtur, và Shagshag, và tên của một số công chúa cũng được biết đến.
- Enheduanna (khoảng năm 2285 TCN), [12] [13] nữ tư tế tối cao của đền thờ Thần Mặt trăng ở thành phố Ur của Sumer và có thể là nhà thơ đầu tiên được biết đến và là tác giả đầu tiên của cả hai giới. [14]
- Shibtu (khoảng năm 1775 TCN), người phối ngẫu của vua Zimrilim và là nữ hoàng của thành phố Mari của Syria. Trong thời gian chồng vắng mặt, cô cai trị với tư cách là nhiếp chính của Mari và được hưởng quyền lực hành chính rộng rãi với tư cách là nữ hoàng. [15]

## Sinh học và giới tính

### Giải phẫu học

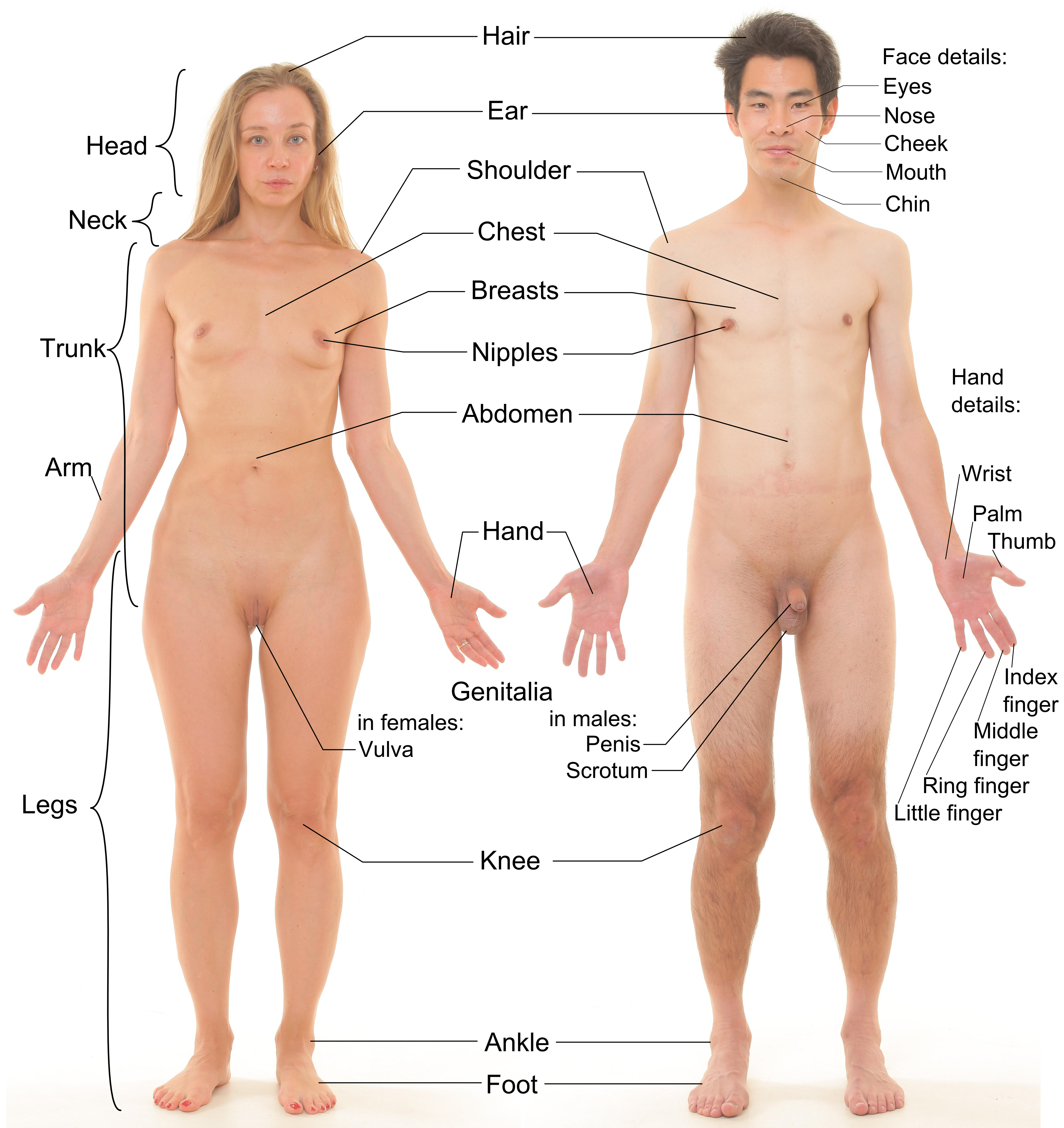
Hình ảnh một phụ nữ trưởng thành và một nam giới bên cạnh để so sánh. Chú ý cả hai người mẫu nam nữ đều đã cạo bớt lông trên cơ thể.

Về sinh học, cơ quan sinh dục nữ gồm trong hệ sinh sản, theo đó các đặc điểm sinh dục thứ cấp có nhiệm vụ nuôi dưỡng đứa trẻ hay, trong một số nền văn hoá, thu hút nam giới. Buồng trứng, ngoài chức năng thường xuyên tạo hormone, còn tạo ra các giao tử nữ được gọi là trứng mà, khi được thụ tinh bởi các giao tử nam (tinh trùng), hình thành nên các cá nhân di truyền mới. Buồng trứng là một cơ quan có mô để bảo vệ và nuôi dưỡng bào thai đang phát triển và cơ để đẩy khi sinh đẻ. Âm đạo được sử dụng trong giao cấu và sinh đẻ (dù từ âm đạo thường được dùng một cách thông tục và không chính xác để chỉ âm hộ hay cơ quan sinh dục ngoài của phụ nữ, vốn cũng gồm môi âm hộ, âm vật, và niệu đạo nữ). Ngực phát triển từ tuyến mồ hôi để tạo sữa, một chất dinh dưỡng là đặc điểm riêng có của loài có vú, cùng với việc sinh con. Ở phụ nữ trưởng thành, vú nói chung có kích thước lớn hơn hầu hết các loài động vật có vú khác, kích thước lớn này, không cần thiết cho việc tạo sữa, có lẽ ít nhất một phần là kết quả của sự chọn lọc giới tính. (Về những điều khác biệt khác nữa về thể chất giữa nam và nữ, xem Nam.)

Một mức độ mất cân bằng hormone của người mẹ và một số loại hoá chất (hay thuốc) có thể làm thay đổi những đặc điểm giới tính thứ hai của bào thai. Đa số phụ nữ có karyotype 46,XX, nhưng khoảng một phần ngàn sẽ là 47,XXX, và một trên 2500 sẽ là 45,X. Nó trái ngược với karotype đặc trưng nam 46,XY; vì thế, X và các nhiễm sắc thể Y được gọi là nữ và nam. Bởi con người được thừa hưởng mitochondrial DNA chỉ từ tế bào trứng của mẹ, các cuộc nghiên cứu gene của phụ nữ thường có khuynh hướng tập trung vào mitochondrial DNA.

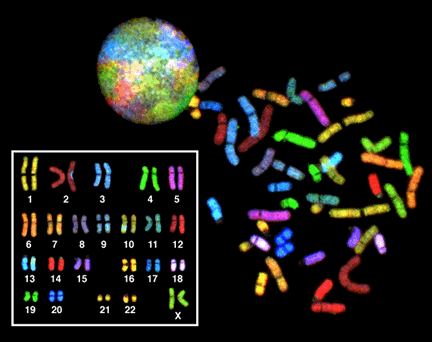
Phổ karyotype của một người nữ. kết hợp XX được hình thành ở tuần thứ 23 của thai kỳ.

Các yếu tố sinh học quan sát bên ngoài đôi khi không phải là các yếu tố đủ để quyết định liệu một người được coi là phụ nữ hay không. Có các cá nhân lưỡng tính (Intersex), những người này khi sinh ra được cho là nam giới (do có bộ phận sinh dục ngoài mang hình dạng giống như của nam), nhưng bên trong thì người đó lại có đủ buồng trứng, tử cung, nhiễm sắc thể giới tính nữ, do đó người đó phải được xác định là nữ; có những định nghĩa xã hội, pháp lý và cá nhân khác nhau về các vấn đề đó. (Xem transwoman.)
Đa số phụ nữ trải qua quá trình có kinh nguyệt và sau đó có thể mang thai và sinh đẻ. Điều này nói chung đòi hỏi sự thụ tinh bên trong của trứng với tinh trùng của một người đàn ông qua quan hệ tình dục, dù thụ tinh nhân tạo hay cấy tinh trùng đã thụ tinh sẵn cũng có thể được thực hiện (xem kỹ thuật sinh sản). Việc nghiên cứu sinh sản nữ và các cơ quan sinh sản được gọi là phụ khoa.

Có một số bệnh chủ yếu ảnh hưởng tới nữ, như lupus. Tương tự, có một số bệnh liên quan tới giới tính thường xuyên hay chỉ xảy ra với nữ giới, ví dụ ung thư vú, ung thư cổ tử cung, hay ung thư buồng trứng. Phụ nữ và nam giới có thể có các triệu chứng bệnh khác nhau và có thể phản ứng khác nhau với việc điều trị y tế. Lĩnh vực này của nghiên cứu y học được gọi là y khoa dựa trên giới tính.

Hệ thống sinh sản nữ.

Trong giai đoạn đầu phát triển của bào thai, thai nhi ở cả hai giới tính thể hiện trung tính; việc sản sinh các hormone là cái làm thay đổi vẻ ngoài về hình thể của nam và nữ. Như trong trường hợp không có hai giới tính, các loài như vậy sinh sản vô tính, vẻ ngoài trung tính không giống nam cũng không giống nữ.
Việc một đứa trẻ có được coi là nữ hay không không phải lúc nào cũng xác định liệu sau này đứa trẻ có tự nhận mình theo cách đó hay không (xem bản sắc giới tính). Ví dụ, các cá nhân liên giới tính có các đặc điểm thể chất và/hoặc di truyền hỗn hợp (một dạng dị tật bẩm sinh khiến người đó có cả buồng trứng của nữ giới và tinh hoàn của nam giới), nên phải sử dụng các tiêu chí khác để xác định danh tính giới tính của họ.

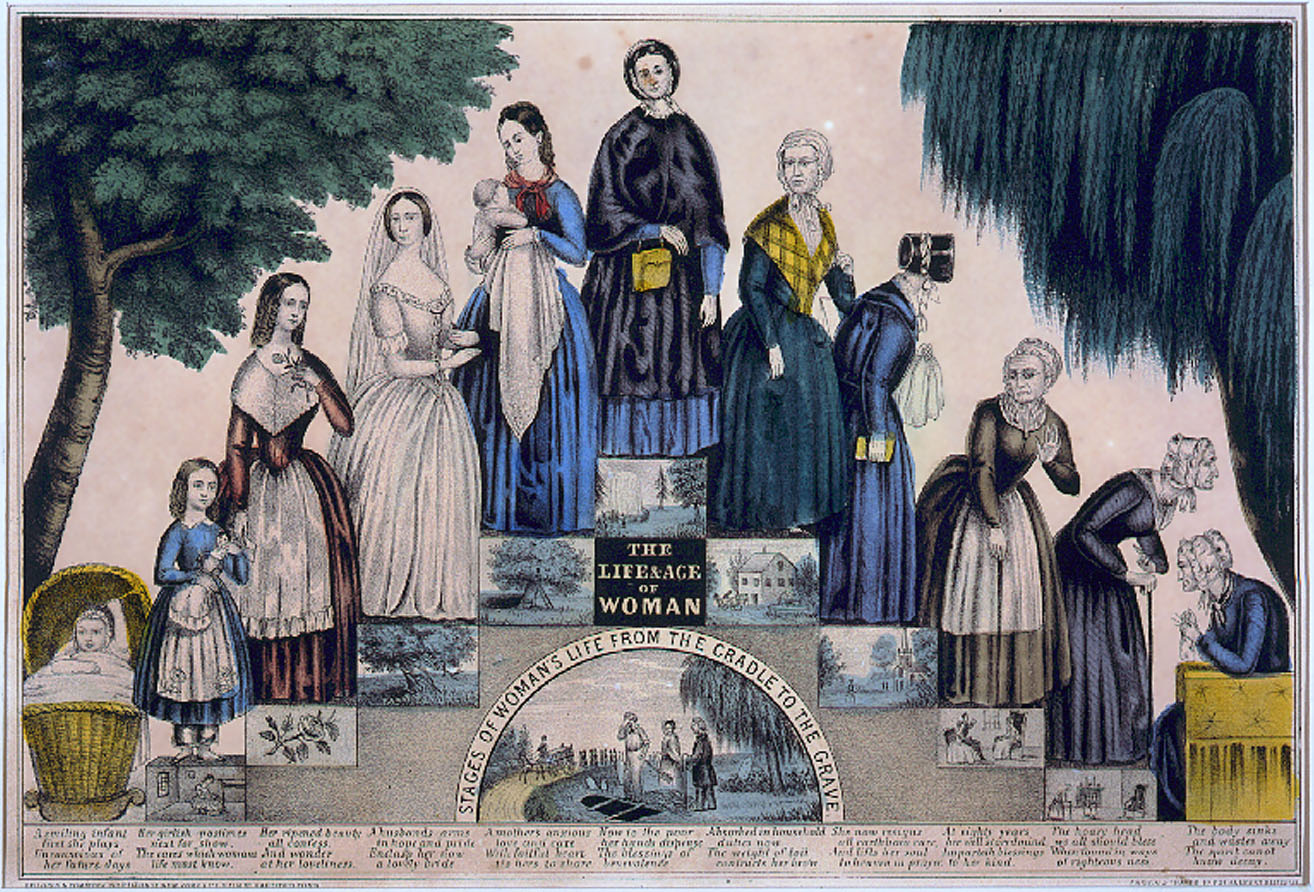
"Cuộc đời và thời đại của người phụ nữ - Những giai đoạn của cuộc đời người phụ nữ từ cái nôi đến ngôi mộ", 1849

Mặc dù ít nữ hơn nam được sinh ra (tỷ lệ khoảng 1:1,05), các bé gái sơ sinh có khả năng sống đến sinh nhật đầu tiên nhiều hơn nam và nữ thường có tuổi thọ cao hơn từ sáu đến tám tuổi, mặc dù ở một số khu vực phân biệt đối xử dựa trên phụ nữ đã làm giảm tuổi thọ của phụ nữ xuống thấp hơn hoặc bằng với nam giới. Trong tổng dân số năm 2015, cứ 100 phụ nữ thì có 101,8 nam giới. Sự khác biệt về tuổi thọ một phần là do lợi thế sinh học vốn có, nhưng chúng cũng phản ánh sự khác biệt về hành vi giữa nam và nữ (nữ giới ít uống rượu bia, hút thuốc lá hoặc làm việc trong các ngành nặng nhọc). Khoảng cách tuổi thọ đang thu hẹp ở một mức độ nào đó ở một số nước phát triển, có thể là do hút thuốc ở phụ nữ tăng và tỷ lệ mắc bệnh tim mạch ở nam giới giảm. Tổ chức Y tế Thế giới viết rằng "điều quan trọng cần lưu ý là những năm sống thêm cho phụ nữ không phải lúc nào cũng đi kèm sức khỏe tốt." 
Cho đến khi trưởng thành về khả năng sinh sản, sự khác biệt về thể chất trước tuổi dậy thì giữa bé trai và bé gái bao gồm sự khác biệt về cơ quan sinh dục của chúng. Tuổi dậy thì là quá trình thay đổi thể chất mà cơ thể trẻ trưởng thành thành cơ thể trưởng thành có khả năng sinh sản hữu tính để cho phép thụ tinh. Nó thường diễn ra trong độ tuổi 10 - 16. Nó được bắt đầu bởi các tín hiệu nội tiết tố từ não đến tuyến sinh dục - hoặc là buồng trứng hoặc tinh hoàn. Để đáp ứng với các tín hiệu, các tuyến sinh dục sản xuất hormone kích thích ham muốn và sự tăng trưởng, chức năng và sự biến đổi của não, xương, cơ, máu, da, tóc, vú và các cơ quan tình dục. Tăng trưởng thể chất - sức mạnh và trọng lượng tăng tốc mãnh liệt trong nửa đầu tuổi dậy thì và được hoàn thành khi đứa trẻ đã phát triển cơ thể trưởng thành. Cột mốc chính của tuổi dậy thì của các cô gái là kinh nguyệt, bắt đầu có kinh nguyệt xảy ra trung bình ở độ tuổi 12-13.
Hầu hết các cô gái trải qua thời kỳ có kinh và sau đó có thể mang thai và sinh con. Điều này thường đòi hỏi phải thụ tinh bên trong trứng của cô ấy với tinh trùng của người đàn ông thông qua quan hệ tình dục, mặc dù thụ tinh nhân tạo hoặc cấy ghép phẫu thuật của một phôi thai hiện tại cũng có thể tạo ra con (xem công nghệ sinh sản).

### So sánh với nam giới

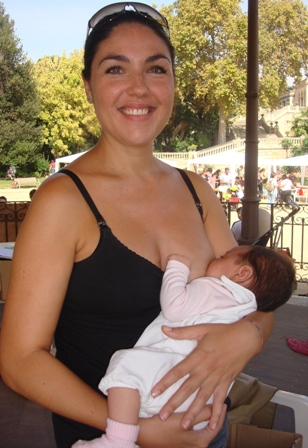
Người phụ nữ nuôi con nhỏ

Dù có ít nữ được sinh ra hơn nam (tỷ lệ khoảng 1:1.05), vì có tuổi thọ dài hơn chỉ có 81 nam giới ở hay trên độ tuổi 60 cho mỗi 100 phụ nữ ở cùng lứa tuổi. Phụ nữ thường có tuổi thọ trung bình dài hơn nam giới. Điều này bởi sự tổng hợp các yếu tố: gen (có nhiều và đa dạng gen hiện diện trong các nhiếm sắc thể giới tính ở phụ nữ); xã hội học (như không phải thực hiện nghĩa vụ quân sự ở hầu hết các quốc gia); các lựa chọn liên quan tới sức khoẻ (như tự tử hay hút thuốc lá, uống rượu); sự hiện diện của estrogen hormone nữ, vốn có hiệu ứng bảo vệ tim. và joêik ứmg kích thích tố nam cao ở nam giới. Trong tổng dân số nhân loại, có 101.3 nam trên mỗi 100 nữ (nguồn: 2001 World Almanac).
Về mặt sức mạnh thể chất, phụ nữ kém hơn nhiều so với đàn ông. Mọi kỷ lục thế giới về các môn thể thao vận động (điền kinh, vật, cử tạ...) đều thuộc về đàn ông. Sức chịu đựng của phụ nữ cũng kém hơn, do đó các công việc nặng nhọc (đi lính, thợ mỏ, thám hiểm...) phần lớn do đàn ông thực hiện.
Về mặt trí tuệ, vào năm 1999, một nghiên cứu của Richard Lynn, giáo sư danh dự tại Đại học Ulster - một trong những học giả của Anh, trong đó ông đã phân tích số liệu từ một số bài test được xuất bản trước đó và phát hiện ra rằng chỉ số IQ trung bình của nam giới cao hơn của nữ giới khoảng 3-4 điểm IQ. Các phân tích quy mô lớn của Lynn thực hiện năm 2004 khảo sát sự khác biệt giới cũng chỉ ra nam giới có chỉ số IQ trung bình cao hơn nữ là 5.0 điểm IQ. Do vậy, nam giới phù hợp với những nhiệm vụ có độ phức tạp cao hơn là phụ nữ. Số đàn ông có chỉ số IQ cao sẽ lớn hơn rất nhiều so với phụ nữ, Richard Lynn cho biết số đàn ông có IQ cao hơn 130 nhiều gấp 3 lần so với phụ nữ, và số đàn ông có IQ cao hơn 145 nhiều gấp 5,5 lần so với phụ nữ. Điều này giải thích tại sao phần lớn các giải Nobel, các phát minh khoa học hoặc các Đại kiện tướng cờ vua thuộc về nam giới.

## Sức khỏe

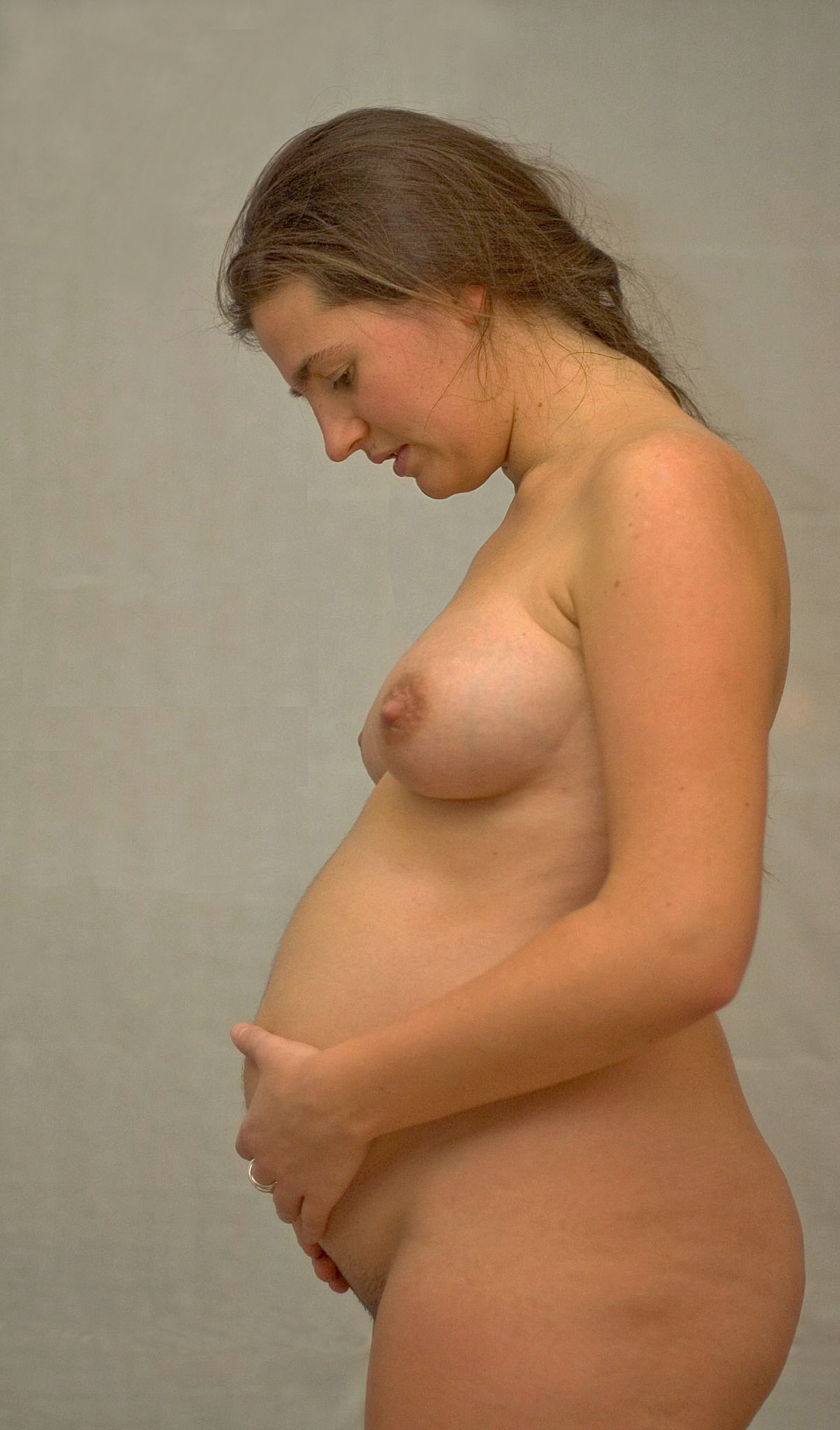
Phụ nữ có thai

Có một số bệnh chủ yếu ảnh hưởng đến phụ nữ, chẳng hạn như lupus. Ngoài ra, có một số bệnh liên quan đến tình dục được tìm thấy thường xuyên hơn hoặc độc quyền ở phụ nữ, ví dụ như ung thư vú, ung thư cổ tử cung hoặc ung thư buồng trứng. Phụ nữ và nam giới có thể có các triệu chứng khác nhau của bệnh và cũng có thể đáp ứng với điều trị y tế khác nhau. Khu vực nghiên cứu y học này được nghiên cứu bởi y học dựa trên giới tính. Nghiên cứu về sinh sản và cơ quan sinh sản nữ được gọi là phụ khoa.
Vấn đề sức khỏe phụ nữ đã được nhiều nhà nữ quyền đưa ra, đặc biệt là vấn đề sức khỏe sinh sản. Sức khỏe của phụ nữ được định vị trong một khối kiến thức rộng hơn được trích dẫn bởi, trong số những người khác, Tổ chức Y tế Thế giới, nơi coi trọng giới tính là yếu tố xã hội quyết định sức khỏe.
Tỷ lệ tử vong bà mẹ được WHO định nghĩa là "cái chết của người phụ nữ khi mang thai hoặc trong vòng 42 ngày kể từ khi chấm dứt thai kỳ, bất kể thời gian và vị trí của thai kỳ, từ bất kỳ nguyên nhân nào liên quan đến hoặc làm nặng thêm bởi thai kỳ hoặc sự quản lý của nó nhưng không phải do nguyên nhân ngẫu nhiên."  Năm 2008, lưu ý rằng mỗi năm có hơn 100.000 phụ nữ chết vì các biến chứng khi mang thai và sinh nở và ít nhất bảy triệu người gặp phải các vấn đề sức khỏe nghiêm trọng trong khi 50 triệu người khác có hậu quả bất lợi về sức khỏe sau khi sinh con, Tổ chức Y tế Thế giới kêu gọi đào tạo nữ hộ sinh để tăng cường sức khỏe bà mẹ và trẻ sơ sinh. các dịch vụ sức khoẻ. Để hỗ trợ nâng cấp các kỹ năng hộ sinh, WHO đã thiết lập một chương trình đào tạo nữ hộ sinh, Hành động vì làm mẹ an toàn.
Khoảng 99% trường hợp tử vong bà mẹ xảy ra ở các nước đang phát triển. Hơn một nửa trong số chúng xảy ra ở châu Phi cận Sahara và gần một phần ba ở Nam Á. Các nguyên nhân chính gây tử vong mẹ bao gồm tiền sản giật và sản giật, phá thai không an toàn, biến chứng thai kỳ do sốt rét và HIV / AIDS, chảy máu nghiêm trọng và nhiễm trùng sau khi sinh. Hầu hết các nước châu Âu, Úc, Nhật Bản và Singapore rất an toàn khi sinh con.
Năm 1990, Hoa Kỳ xếp thứ 12 trong số 14 quốc gia phát triển được phân tích và kể từ đó, tỷ lệ tử vong của mọi quốc gia đã được cải thiện đều đặn trong khi tỷ lệ của Mỹ tăng đột biến. Trong khi những người khác được phân tích vào năm 1990 cho thấy tỷ lệ tử vong năm 2017 là dưới 10 người chết trên mỗi 100.000 ca sinh sống, tỷ lệ ở Mỹ đã tăng lên 26,4. Hơn nữa, cứ một trong số 700 đến 900 phụ nữ chết ở Mỹ mỗi năm khi mang thai hoặc sinh con, 70 người gặp phải các biến chứng đáng kể, tổng cộng hơn một phần trăm của tất cả các ca sinh.

## Quyền sinh sản và tự do sinh sản

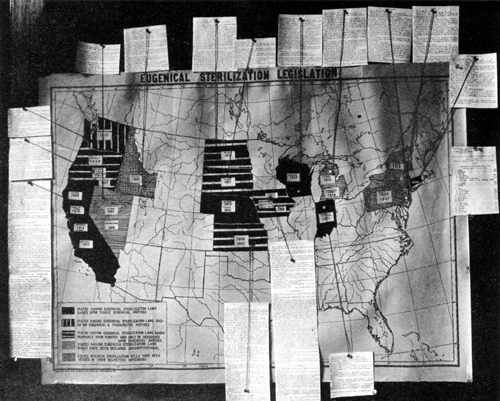
Một áp phích từ một hội nghị ưu sinh năm 1921 hiển thị các tiểu bang Hoa Kỳ đã thực hiện luật triệt sản

Quyền sinh sản là các quyền và tự do hợp pháp liên quan đến sinh sản và sức khỏe sinh sản. Liên đoàn Phụ khoa và Sản khoa Quốc tế đã tuyên bố rằng:
(...) các quyền con người của phụ nữ bao gồm quyền kiểm soát và quyết định một cách tự do và có trách nhiệm về các vấn đề liên quan đến tình dục của họ, bao gồm cả sức khỏe tình dục và sinh sản, không bị ép buộc, phân biệt đối xử và bạo lực. Các mối quan hệ bình đẳng giữa phụ nữ và nam giới trong các vấn đề quan hệ tình dục và sinh sản, bao gồm cả sự tôn trọng đầy đủ đối với sự toàn vẹn của con người, đòi hỏi sự tôn trọng lẫn nhau, sự đồng ý và cùng chịu trách nhiệm về hành vi tình dục và hậu quả của nó.
Tổ chức Y tế Thế giới báo cáo rằng dựa trên dữ liệu từ năm 2010–2014, mỗi năm trên thế giới có 56 triệu ca nạo phá thai (25% tổng số ca mang thai). Trong số đó, khoảng 25 triệu được coi là không an toàn. WHO báo cáo rằng ở các khu vực phát triển, cứ 100.000 phụ nữ thì có khoảng 30 phụ nữ tử vong cho mỗi 100.000 ca phá thai không an toàn và con số đó tăng lên 220 ca tử vong trên 100.000 ca phá thai không an toàn ở các khu vực đang phát triển và 520 ca tử vong trên 100.000 ca phá thai không an toàn ở châu Phi cận Sahara. WHO coi những cái chết không cần thiết này xuất phát từ các nguyên nhân
- luật hạn chế
- dịch vụ có sẵn kém
- giá cao
- sự kỳ thị
- sự phản đối tận tâm của các nhà cung cấp dịch vụ chăm sóc sức khỏe
- các yêu cầu không cần thiết, chẳng hạn như thời gian chờ bắt buộc, tư vấn bắt buộc, cung cấp thông tin sai lệch, ủy quyền của bên thứ ba và các xét nghiệm không cần thiết về mặt y tế làm trì hoãn việc chăm sóc.[26]

## Vai trò xã hội và văn hóa

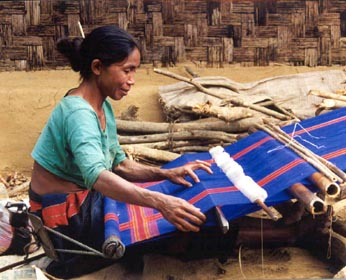
Một phụ nữ đang dệt. Dệt theo lịch sử là một công việc của phụ nữ ở một số nền văn hoá.

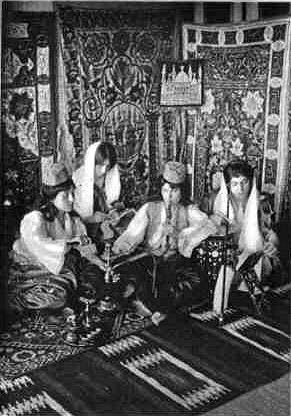
Các phụ nữ người Thổ Nhĩ Kỳ hút hookah, 1910

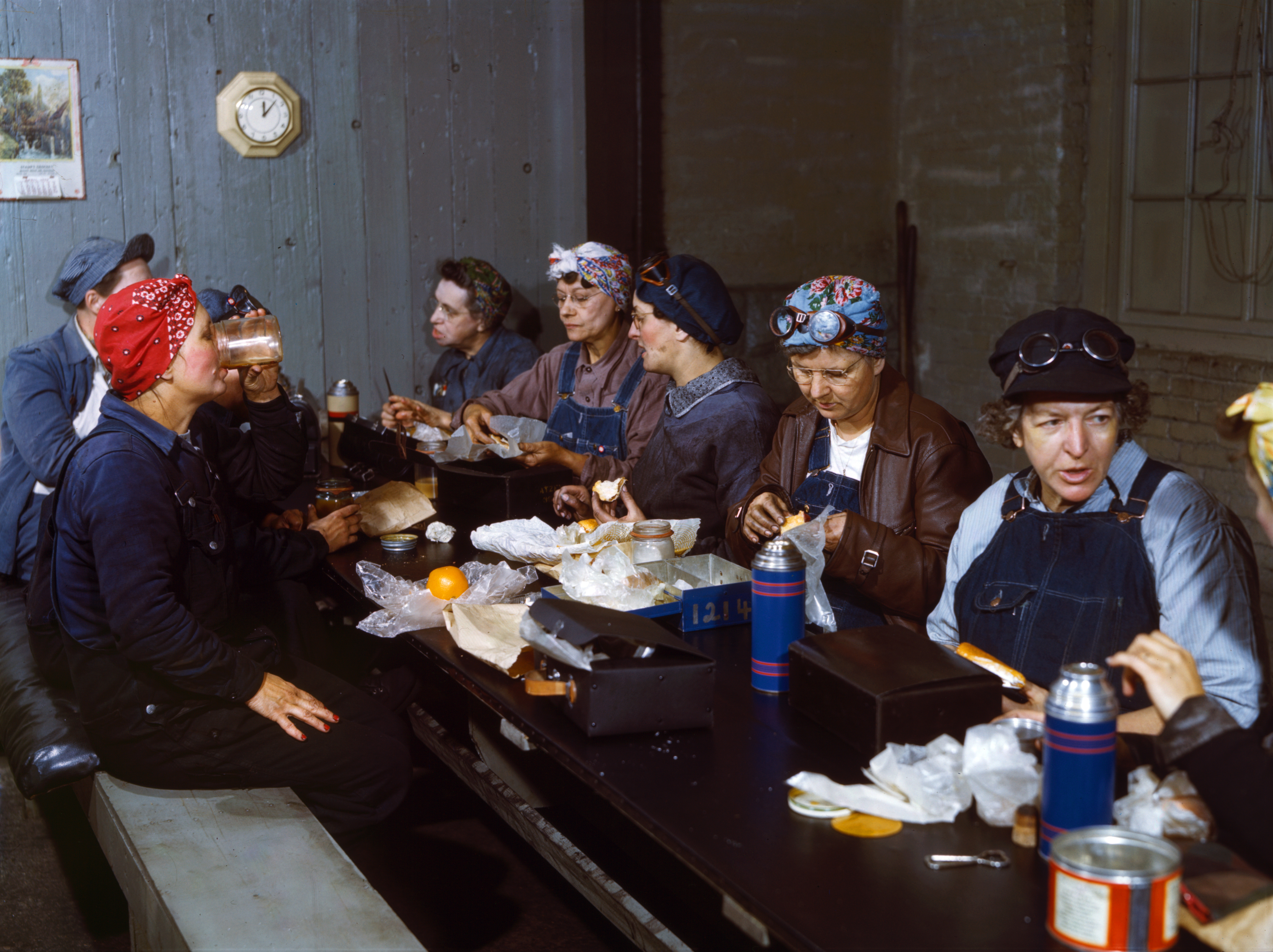
Những phụ nữ làm công việc vệ sinh trong xưởng xe lửa đang ăn trưa, Chicago and North Western Railway, 1942. Trong Chiến tranh thế giới thứ hai, phụ nữ đảm nhiệm nhiều công việc vốn trước kia chỉ dành cho đàn ông.

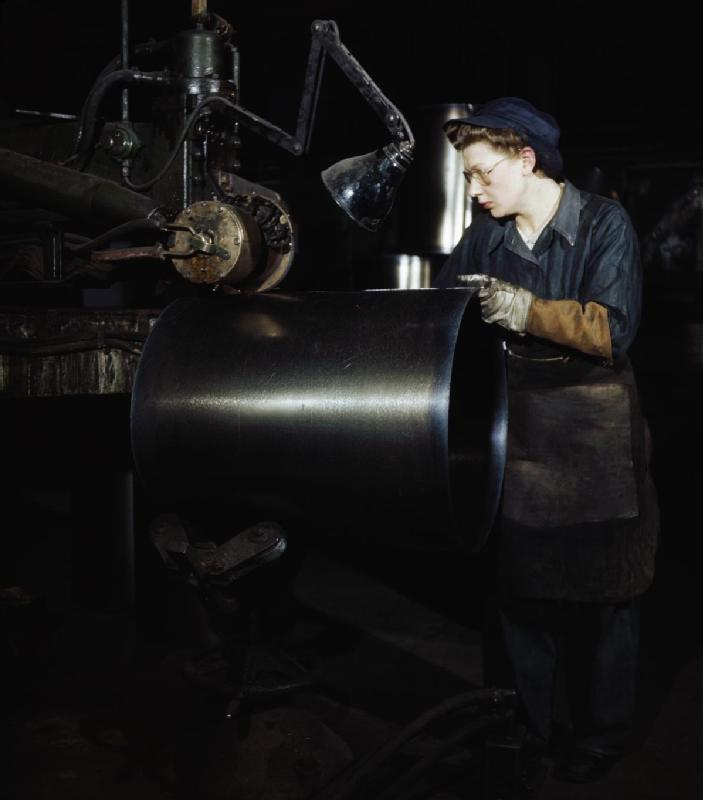
Nữ công nhân ở Anh năm 1944. Bà Norris đeo kính bảo hộ đang hàn các đường nối bên của container chứa sản phẩm hoá học của 1 nhà máy hoá chất.

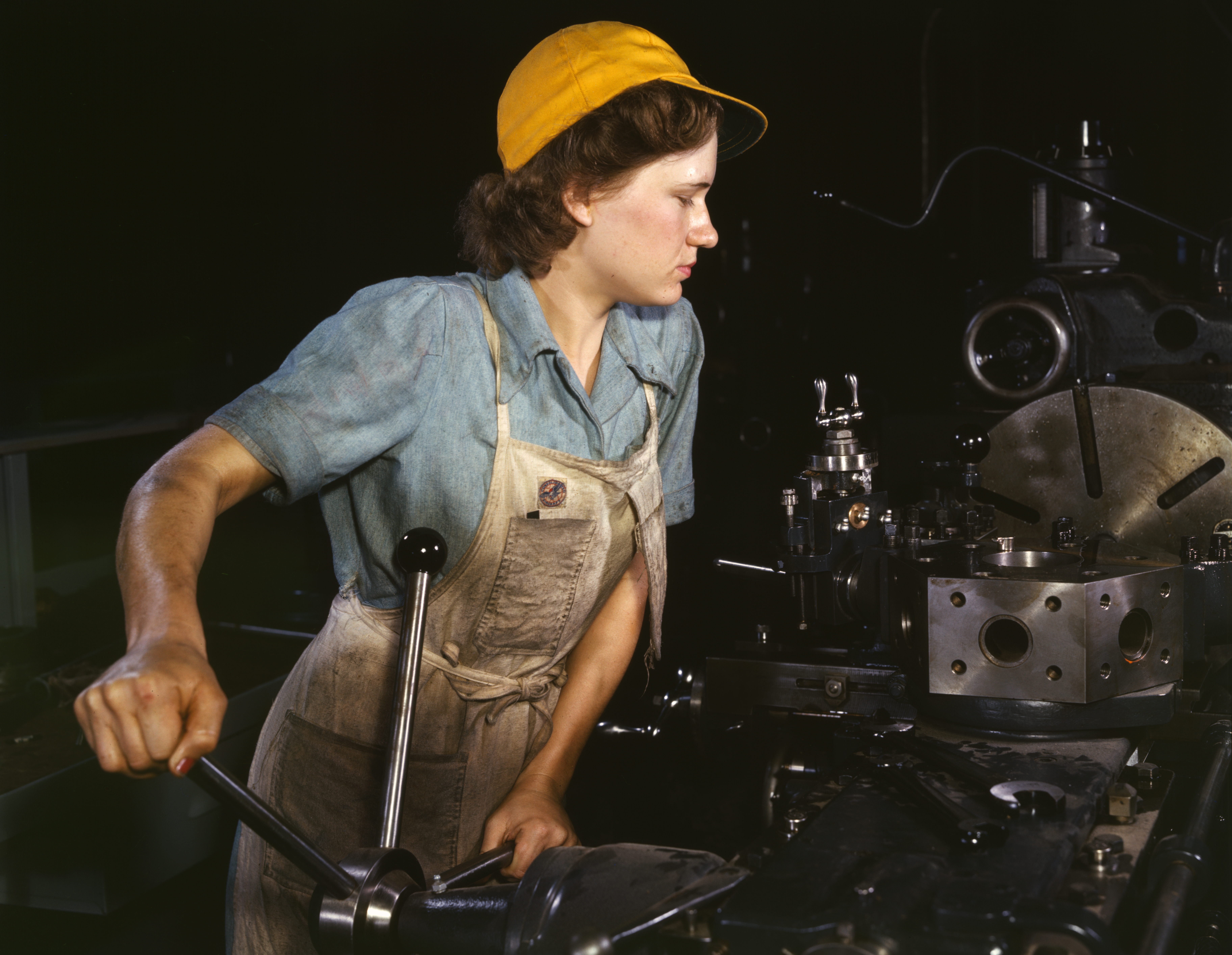
Trong Chiến tranh thế giới thứ hai, một số phụ nữ đã thực hiện những vai trò mà theo văn hóa thời đó, được coi là công việc của nam giới

Trong nhiều nền văn hoá tiền sử, phụ nữ có một vai trò văn hoá riêng biệt. Trong các xã hội săn bắn hái lượm, phụ nữ nói chung có nhiệm vụ hái lượm các loại cây lương thực, bắt các loại thú nhỏ, câu cá làm thức ăn và học sử dụng các sản phẩm sữa, trong khi đàn ông có nhiệm vụ đi săn các loại thú lớn.
Trong lịch sử gần đây hơn, các vai trò giới của phụ nữ đã thay đổi rất lớn. Theo truyền thống, phụ nữ tầng lớp trung lưu chủ yếu tham gia vào các trách nhiệm trong gia đình có nhấn mạnh tới việc chăm sóc trẻ em. Với phụ nữ nghèo hơn, đặc biệt là phụ nữ thuộc tầng lớp lao động, điều này vẫn thường chỉ là một hoàn cảnh lý tưởng, bởi nhu cầu kinh tế buộc họ phải kiếm việc bên ngoài gia đình. Tuy nhiên, những công việc họ có thể làm thường bị trả lương thấp hơn so với nam giới.
Khi những thay đổi trong thị trường lao động cho phụ nữ diễn ra, những công việc họ có thể đảm nhiệm thay đổi từ chỉ những công việc "bẩn thỉu" kéo dài trong các nhà máy như các "lao công", trở thành các công việc văn phòng được tôn trọng nhiều hơn nơi cần các lao động có trình độ, sự tham gia của phụ nữ vào lực lượng lao động Hoa Kỳ đã tăng từ 6% năm 1900 lên 23% năm 1923. Những thay đổi đó trong lực lượng lao động đã dẫn tới những thay đổi trong thái độ của phụ nữ tại nơi làm việc, cho phép những sự phát triển khiến phụ nữ trở nên có định hướng về nghề nghiệp và giáo dục lớn hơn.
Trong những năm 1970, nhiều nữ học giả, bao gồm cả các nhà khoa học, tránh việc có con. Trong suốt những năm 1980, các tổ chức đã cố gắng cân bằng các điều kiện cho nam và nữ tại nơi làm việc. Mặc dù vậy, phụ nữ nhìn chung vẫn được coi là người chịu trách nhiệm lao động gia đình và chăm sóc trẻ em, điều này hạn chế thời gian và sức lực mà họ có thể dành cho sự nghiệp của mình. Cho đến đầu thế kỷ 20, các trường cao đẳng nữ của Hoa Kỳ từng yêu cầu các nữ giảng viên của họ phải độc thân, với lý do một phụ nữ không thể thực hiện hai nghề toàn thời gian cùng một lúc
Các phong trào ủng hộ bình đẳng về cơ hội cho cả hai giới và quyền bình đẳng không phân biệt giới tính. Thông qua sự kết hợp của những thay đổi kinh tế và những nỗ lực của phong trào nữ quyền, trong những thập kỷ gần đây, phụ nữ ở nhiều xã hội đã được tiếp cận với những nghề nghiệp ngoài công việc nội trợ truyền thống. Bất chấp những tiến bộ này, phụ nữ hiện đại trong xã hội phương Tây vẫn phải đối mặt với những thách thức ở nơi làm việc cũng như với các chủ đề về giáo dục, bạo lực, chăm sóc sức khỏe, chính trị, và vai trò làm mẹ, v.v. Phân biệt giới tính có thể là mối quan tâm và rào cản chính đối với phụ nữ ở hầu hết mọi nơi, mặc dù hình thức, nhận thức và trọng lực của nó khác nhau giữa các xã hội và tầng lớp xã hội. Đã có sự gia tăng trong việc tán thành các vai trò bình đẳng giới trong gia đình của cả phụ nữ và nam giới.
Mặc dù một số lượng lớn phụ nữ muốn học lên cao hơn, nhưng mức lương của họ thường thấp hơn so với nam giới. CBS News cho biết vào năm 2005 rằng ở Hoa Kỳ phụ nữ ở độ tuổi từ 30 đến 44 và có bằng đại học chiếm 62% những gì nam giới có trình độ tương tự làm, một tỷ lệ thấp hơn ở tất cả ngoại trừ ba trong số 19 quốc gia có sẵn con số. Một số quốc gia phương Tây có mức lương bất bình đẳng hơn là Đức, New Zealand và Thụy Sĩ.

### Thời hiện đại
Hiện nay nền văn minh nhân loại đang hướng tới bình đẳng nam nữ, nam và nữ bình đẳng trước pháp luật. Tuy nhiên đó là về mặt pháp luật, còn những đặc điểm tự nhiên về giới tính được hình thành qua hàng triệu năm tiến hóa thì không thể thay đổi: nam giới vẫn vượt trội hơn hẳn so với nữ giới về mặt tư duy, trí tuệ và sức khỏe, vì vậy nam giới vẫn chiếm ưu thế trong xã hội so với nữ giới:
- Nam giới có xu hướng hành động nhanh chóng, quyết đoán, trong khi phụ nữ có xu hướng thụ động, bị cảm xúc chi phối.
- Phụ nữ yếu hơn nam giới về thể chất, bởi vì trong hàng triệu năm tiến hóa phụ nữ không thực hiện nhiệm vụ yêu cầu cao về thể chất như nam giới (phụ nữ chỉ hái lượm, trong khi nam giới phải đi săn thú hoặc chiến đấu để bảo vệ bộ lạc).
- Chức năng não: phụ nữ nói nhiều hơn, trong khi nam giới được định hướng nhiều hơn cho hành động. Nam giới học các môn khoa học tự nhiên (cần tư duy logic học) tốt hơn, còn phụ nữ tư duy ngôn ngữ tốt hơn do họ nói nhiều hơn. Tuy nhiên khi sáng tác văn học, vốn cần kết hợp tính ngôn ngữ với tính logic thì nam giới vẫn vượt trội hơn (ví dụ: trong 28 giải Nobel văn học được trao trong giai đoạn 1990-2018, có 21 người là nam và chỉ có 7 người là nữ).

Theo thống kê, tỉ lệ thiên tài trí óc trên thế giới nghiêng vượt trội về phía nam giới. Theo thống kê đến năm 2018, có 853 nam giới đã được trao giải Nobel trong khi chỉ có 51 phụ nữ đạt được vinh dự này. Trong số 51 phụ nữ này thì có 17 giành được Nobel hòa bình, 14 giành được Nobel văn học, chỉ có 20 người giành được Nobel về các ngành khoa học kỹ thuật như vật lý, hóa học, sinh học và y khoa Đối với giải Fields (giải thưởng thế giới dành cho các nhà toán học), tính đến năm 2022 có 64 người được trao giải, trong đó có 2 phụ nữ.
Theo nghiên cứu của Đại học Harvard, ngay cả trong các xã hội và tổ chức đánh giá cao bình đẳng giới (ví dụ như Tây Âu, Bắc Mỹ), các nhân vật xuất chúng trong xã hội (nhà khoa học, lãnh tụ, tướng lĩnh, kiện tướng thể thao...) vẫn thường là đàn ông. Phụ nữ vẫn chỉ chiếm tỷ lệ thấp ở hầu hết các vị trí lãnh đạo cao cấp trong xã hội. Phụ nữ chiếm tỷ lệ nhỏ hơn 5% trong số 500 CEO hàng đầu thế giới, nhỏ hơn 20% trong số các nhà khoa học tự nhiên. Theo nghiên cứu này, "những thứ chiếm lĩnh những suy nghĩ thường lệ, những thứ mà bạn quan tâm sâu sắc, hoặc những thứ thúc đẩy hành vi và quyết định" đã tạo ra sự khác biệt về tỷ lệ thành công giữa phái nam và nữ, theo đó nam giới được thúc đẩy bởi ý chí vươn lên chiếm lĩnh các thành tựu, trong khi phụ nữ lại muốn tạo dựng quan hệ gần gũi với người khác và thường gặp mâu thuẫn tâm lý khi theo đuổi mục tiêu lâu dài nào đó.

## Bạo lực đối với phụ nữ

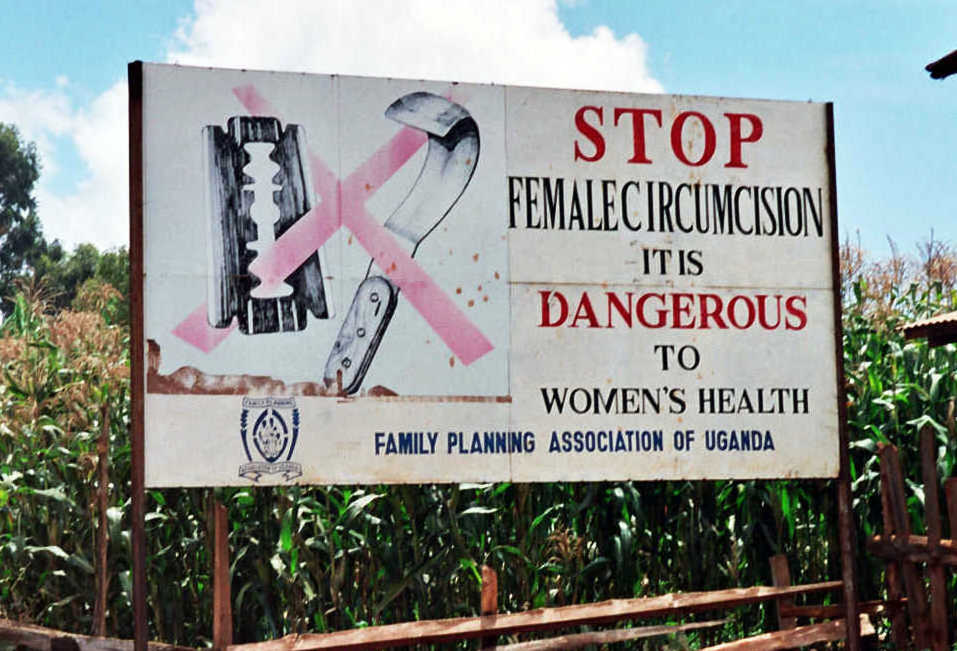
Một chiến dịch chống lại việc cắt bộ phận sinh dục nữ - bảng chỉ đường gần Kapchorwa, Uganda

Tuyên bố về xóa bỏ bạo lực đối với phụ nữ của Liên Hợp Quốc định nghĩa "bạo lực đối với phụ nữ" là:
any act of gender-based violence that results in, or is likely to result in, physical, sexual or mental harm or suffering to women, including threats of such acts, coercion or arbitrary deprivation of liberty, whether occurring in public or in private life.

và xác định ba hình thức bạo lực: bạo lực xảy ra trong gia đình, bạo lực xảy ra trong cộng đồng chung và bạo lực do Nhà nước gây ra hoặc dung túng. Nó cũng nói rằng " bạo lực đối với phụ nữ là một biểu hiện của mối quan hệ quyền lực bất bình đẳng trong lịch sử giữa nam và nữ ".
Bạo lực đối với phụ nữ vẫn là một vấn đề phổ biến, được thúc đẩy, đặc biệt là bên ngoài phương Tây, bởi các giá trị xã hội gia trưởng, thiếu luật pháp đầy đủ và thiếu thực thi các luật hiện hành. Các chuẩn mực xã hội tồn tại ở nhiều nơi trên thế giới cản trở tiến bộ bảo vệ phụ nữ khỏi bạo lực. Ví dụ, theo các cuộc khảo sát của UNICEF, tỷ lệ phụ nữ từ 15-49 tuổi cho rằng chồng có lý khi đánh hoặc đánh vợ trong một số trường hợp nhất định là 90% ở Afghanistan và Jordan, 87% ở Mali, 86 % ở Guinea và Timor-Leste, 81% ở Lào và 80% ở Cộng hòa Trung Phi. Một cuộc khảo sát năm 2010 do Trung tâm Nghiên cứu Pew thực hiện cho thấy ném đá như một hình phạt cho tội ngoại tình được 82% người được hỏi ở Ai Cập và Pakistan ủng hộ, 70% ở Jordan, 56% ở Nigeria và 42% ở Indonesia.
Các hình thức bạo lực cụ thể ảnh hưởng đến phụ nữ bao gồm cắt bộ phận sinh dục nữ, buôn bán tình dục, ép buộc mại dâm, ép buộc kết hôn, cưỡng hiếp, quấy rối tình dục, giết người vì danh dự, tạt axit và bạo lực liên quan đến của hồi môn. Các chính phủ có thể đồng lõa với bạo lực đối với phụ nữ, chẳng hạn như thông qua các hành vi như ném đá (như hình phạt cho tội ngoại tình).
Cũng có nhiều hình thức bạo lực đối với phụ nữ phổ biến trong lịch sử, đặc biệt là việc thiêu sống các phù thủy, hiến tế các góa phụ (như sati) và tục bó chân. Việc truy tố những phụ nữ bị buộc tội là phù thủy có truyền thống lâu đời; ví dụ, trong thời kỳ đầu hiện đại (giữa thế kỷ 15 và 18), các phiên tòa xét xử phù thủy diễn ra phổ biến ở châu Âu và ở các thuộc địa châu Âu ở Bắc Mỹ. Ngày nay, vẫn còn những khu vực trên thế giới (chẳng hạn như các khu vực của châu Phi cận Sahara, vùng nông thôn Bắc Ấn Độ và Papua New Guinea) nơi nhiều người tin vào phép phù thủy và phụ nữ bị buộc tội là phù thủy phải chịu bạo lực nghiêm trọng. Ngoài ra, cũng có những quốc gia có luật hình sự chống lại việc hành nghề phù thủy. Ở Ả Rập Saudi, phù thủy vẫn là một tội ác có thể bị trừng phạt bằng tử hình, và vào năm 2011, quốc gia này đã chặt đầu một phụ nữ vì tội 'phù thủy và ma thuật'.
Cũng có trường hợp một số hình thức bạo lực đối với phụ nữ chỉ được coi là tội hình sự trong những thập kỷ gần đây và không bị cấm phổ biến, do đó nhiều quốc gia vẫn tiếp tục cho phép chúng. Điều này đặc biệt đúng với trường hợp hiếp dâm trong hôn nhân. Ở thế giới phương Tây, đã có xu hướng đảm bảo bình đẳng giới trong hôn nhân và truy tố bạo lực gia đình, nhưng ở nhiều nơi trên thế giới, phụ nữ vẫn bị mất các quyền hợp pháp đáng kể khi kết hôn.
Bạo lực tình dục đối với phụ nữ gia tăng đáng kể trong thời kỳ chiến tranh và xung đột vũ trang, trong thời kỳ quân đội chiếm đóng, hoặc xung đột sắc tộc; thường xuyên nhất dưới hình thức cưỡng hiếp chiến tranh và nô lệ tình dục. Các ví dụ đương đại về bạo lực tình dục trong chiến tranh bao gồm cưỡng hiếp trong cuộc diệt chủng Armenia, hiếp dâm trong Chiến tranh Giải phóng Bangladesh, hiếp dâm trong Chiến tranh Bosnia, hiếp dâm trong cuộc diệt chủng Rwandan và hiếp dâm trong Chiến tranh Congo thứ hai. Tại Colombia, xung đột vũ trang cũng khiến phụ nữ gia tăng bạo lực tình dục. Trường hợp gần đây nhất là cuộc thánh chiến tình dục do ISIL thực hiện, nơi 5000–7000 trẻ em gái và trẻ em người Yazidi và Cơ đốc giáo bị bán làm nô lệ tình dục trong cuộc diệt chủng và hãm hiếp phụ nữ Yazidi và Cơ đốc giáo, một số người trong số họ đã nhảy lầu tự tử từ Núi Sinjar trong lời làm chứng của một nhân chứng.
Luật pháp và chính sách về bạo lực đối với phụ nữ khác nhau tùy theo thẩm quyền. Tại Liên minh Châu Âu, quấy rối tình dục và buôn bán người sẽ bị trừng phạt theo luật pháp.

## Quần áo, thời trang và các quy định về mặc đồ
Phụ nữ ở các nơi khác nhau trên thế giới ăn mặc theo những cách khác nhau, với sự lựa chọn trang phục của họ bị ảnh hưởng bởi văn hóa địa phương, nguyên lý tôn giáo, truyền thống, chuẩn mực xã hội và xu hướng thời trang, cùng các yếu tố khác. Các xã hội khác nhau có những quan niệm khác nhau về sự khiêm tốn. Tuy nhiên, ở nhiều khu vực pháp lý, lựa chọn của phụ nữ về trang phục không phải lúc nào cũng miễn phí, với luật giới hạn những gì họ có thể mặc hoặc không được mặc. Điều này đặc biệt đúng đối với trang phục Hồi giáo. Mặc dù một số khu vực pháp lý nhất định bắt buộc hợp pháp trang phục như vậy (việc đeo khăn trùm đầu), các quốc gia khác cấm hoặc hạn chế việc mặc một số trang phục trùm đầu (chẳng hạn như burqa / khăn che mặt) ở những nơi công cộng (một quốc gia như vậy là Pháp). Những luật này đang gây tranh cãi lớn.

## Khả năng sinh sản và cuộc sống gia đình

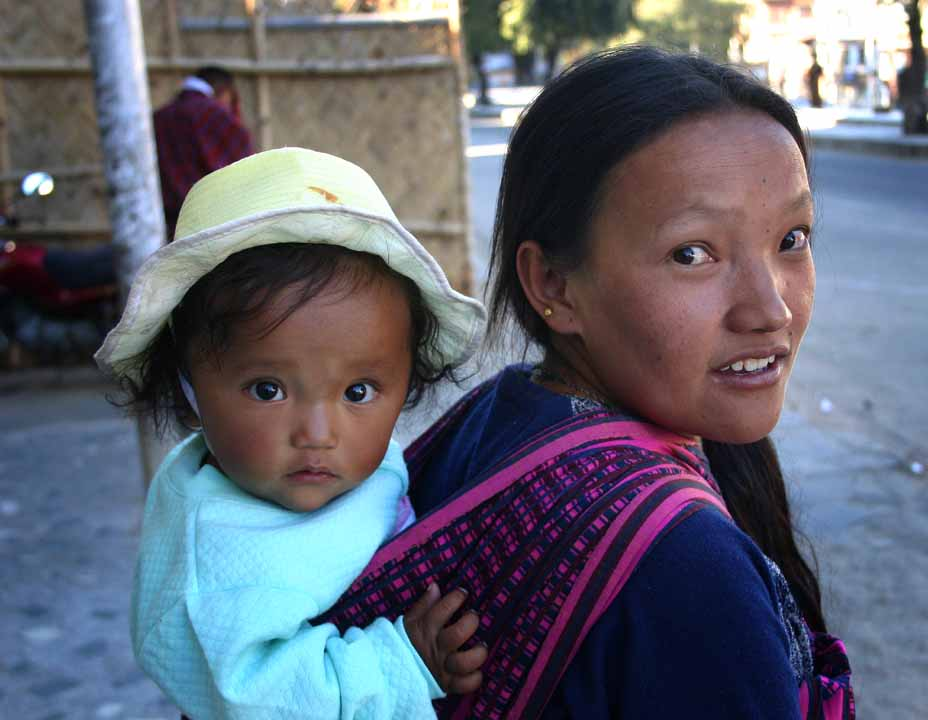
Mẹ và con, ở Bhutan

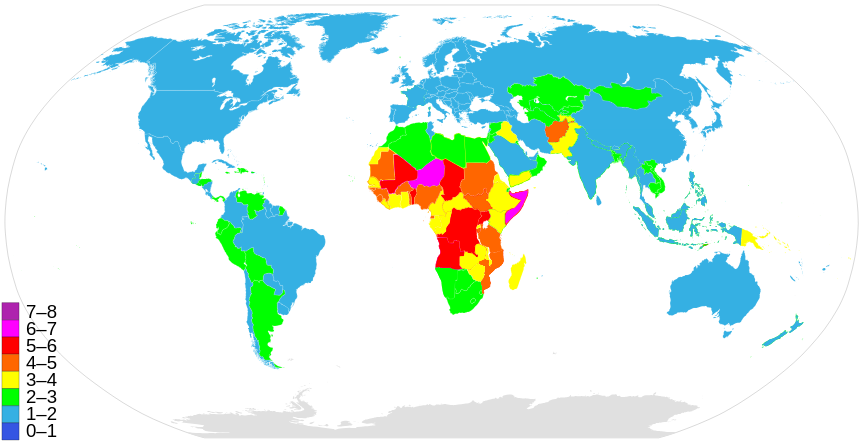
Bản đồ các quốc gia theo tỷ lệ sinh (2018), theo CIA World Factbook

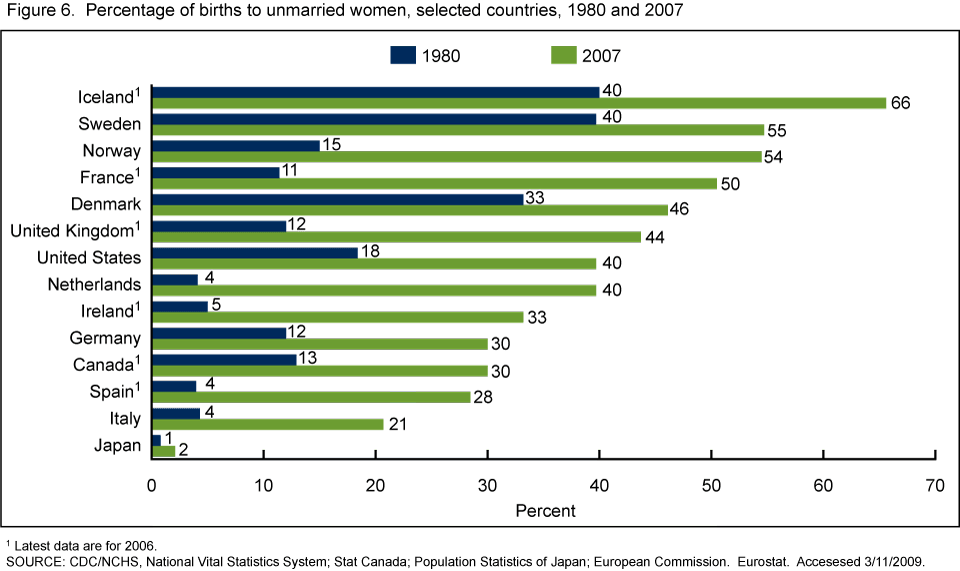
Tỷ lệ phần trăm số lần sinh của phụ nữ chưa kết hôn, các quốc gia được chọn, 1980 và 2007.

Tổng tỷ suất sinh (TFR) - số trẻ em trung bình do một phụ nữ sinh ra trong suốt cuộc đời - là khác biệt đáng kể giữa các khu vực khác nhau trên thế giới. Năm 2016, TFR ước tính cao nhất là ở Niger (6,62 trẻ em sinh ra trên một phụ nữ) và thấp nhất ở Singapore (0,82 trẻ em / phụ nữ). Trong khi hầu hết các nước châu Phi cận Sahara có TFR cao, điều này gây ra các vấn đề do thiếu tài nguyên và góp phần làm dân số quá đông, hầu hết các nước phương Tây hiện đang có tỷ lệ sinh thay thế dưới mức có thể dẫn đến già hóa dân số và giảm dân số.
Ở nhiều nơi trên thế giới, cấu trúc gia đình đã có sự thay đổi trong vài thập kỷ qua. Ví dụ, ở phương Tây, đã có một xu hướng chuyển từ các sắp xếp cuộc sống bao gồm đại gia đình sang những tổ chức chỉ bao gồm gia đình hạt nhân. Xu hướng chuyển từ mức sinh trong hôn nhân sang mức sinh ngoài hôn nhân. Trẻ em sinh ra ngoài hôn nhân có thể được sinh ra từ các cặp vợ chồng sống thử hoặc phụ nữ độc thân. Trong khi việc sinh con ngoài hôn nhân là phổ biến và được chấp nhận hoàn toàn ở một số nơi trên thế giới, thì ở những nơi khác, họ bị kỳ thị rất nhiều, với những bà mẹ chưa kết hôn phải đối mặt với sự tẩy chay, bao gồm cả bạo lực từ các thành viên trong gia đình, và trong những trường hợp nghiêm trọng thậm chí là giết người vì danh dự. Ngoài ra, quan hệ tình dục ngoài hôn nhân vẫn còn là bất hợp pháp ở nhiều quốc gia (như Ả Rập Saudi, Pakistan, Afghanistan, Iran, Kuwait, Maldives, Morocco, Oman, Mauritania, Các Tiểu vương quốc Ả Rập Thống nhất, Sudan, và Yemen ).
Vai trò xã hội của người mẹ khác nhau giữa các nền văn hóa. Ở nhiều nơi trên thế giới, phụ nữ có con phụ thuộc phải ở nhà và dành toàn bộ sức lực cho việc nuôi dạy con, trong khi ở những nơi khác, hầu hết các bà mẹ thường quay trở lại công việc được trả lương (xem bà mẹ đi làm và bà mẹ nội trợ).

## Tôn giáo
Các học thuyết tôn giáo cụ thể có những quy định cụ thể liên quan đến vai trò giới, tương tác xã hội và riêng tư giữa hai giới, trang phục phù hợp cho phụ nữ và nhiều vấn đề khác ảnh hưởng đến phụ nữ và vị trí của họ trong xã hội. Ở nhiều quốc gia, những giáo lý tôn giáo này ảnh hưởng đến luật hình sự, hoặc luật gia đình của các khu vực tài phán đó (ví dụ: xem luật Sharia). Các tổ chức quốc tế đã có các thảo luận về mối quan hệ giữa tôn giáo, luật pháp và bình đẳng giới.

## Giáo dục

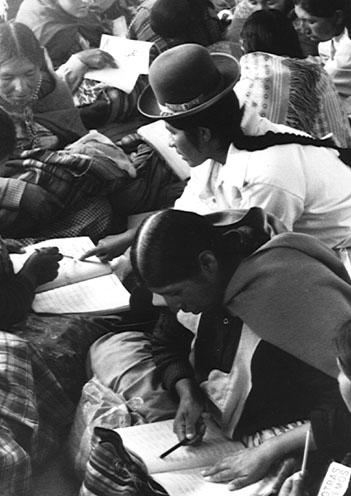
Phụ nữ tham gia lớp học xóa mù chữ dành cho người lớn ở khu vực El Alto của La Paz, Bolivia

Giáo dục một giới tính từ trước đến nay vẫn chiếm ưu thế và vẫn còn rất phù hợp. Giáo dục phổ cập, nghĩa là giáo dục tiểu học và trung học cơ sở do nhà nước cung cấp, không phụ thuộc vào giới tính, vẫn chưa phải là một chuẩn mực toàn cầu, ngay cả khi nó được coi là chuẩn mực ở hầu hết các nước phát triển. Ở một số nước phương Tây, phụ nữ đã vượt qua nam giới ở nhiều cấp học. Ví dụ, ở Hoa Kỳ vào năm 2005/2006, phụ nữ đạt 62% bằng cao đẳng, 58% bằng cử nhân, 60% bằng thạc sĩ và 50% bằng tiến sĩ.
Khoảng cách về giới về giáo dục ở các nước thuộc Tổ chức Hợp tác và Phát triển Kinh tế (OECD) đã được giảm bớt trong 30 năm qua. Phụ nữ trẻ hơn ngày nay có nhiều khả năng đã hoàn thành trình độ đại học: ở 19 trong số 30 quốc gia OECD, số phụ nữ từ 25 đến 34 đã hoàn thành giáo dục đại học cao hơn gấp đôi so với phụ nữ từ 55 đến 64 tuổi. Tại 21 trong số 27 quốc gia OECD có số liệu so sánh được, số lượng phụ nữ tốt nghiệp các chương trình cấp đại học bằng hoặc cao hơn nam giới. Các bé gái 15 tuổi có xu hướng thể hiện kỳ vọng cao hơn nhiều về sự nghiệp so với các bé trai cùng tuổi. Trong khi phụ nữ chiếm hơn một nửa số sinh viên tốt nghiệp đại học ở một số nước OECD, họ chỉ nhận được 30% bằng đại học được cấp trong các lĩnh vực khoa học và kỹ thuật, và phụ nữ chỉ chiếm 25% đến 35% các nhà nghiên cứu ở hầu hết các nước OECD.
Nghiên cứu cho thấy rằng trong khi phụ nữ đang theo học tại các trường đại học danh tiếng với tỷ lệ ngang bằng với nam giới thì tỷ lệ phụ nữ được gia nhập vào công tác giảng dạy là thấp hơn đáng kể. Nhà xã hội học Harriet Zuckerman đã nhận xét rằng một viện càng có uy tín thì phụ nữ càng khó có được vị trí giảng viên ở đó. Năm 1989, Đại học Harvard tuyển dụng người phụ nữ đầu tiên trong ngành hóa học, Cynthia Friend, và năm 1992, người phụ nữ đầu tiên trong ngành vật lý, Melissa Franklin. Bà cũng quan sát thấy rằng phụ nữ có nhiều khả năng giữ các vị trí chuyên môn đầu tiên của họ như là người hướng dẫn và giảng viên, trong khi nam giới có nhiều khả năng làm việc trước ở các vị trí nhiệm kỳ hơn. Theo Smith và Tang, tính đến năm 1989, 65% nam giới và chỉ 40% nữ giới nắm giữ các vị trí có thời hạn và chỉ 29% tất cả các nhà khoa học và kỹ sư được tuyển dụng làm trợ lý giáo sư trong các trường cao đẳng và đại học có thời hạn công tác trên 4 năm là phụ nữ.
Năm 1992, phụ nữ chỉ chiếm 9 phần trăm số tiến sĩ được trao trong ngành kỹ thuật, và chỉ 1 phần trăm trong số đó trở thành giáo sư. Năm 1995, 11% giáo sư về khoa học và kỹ thuật là phụ nữ. Tương quan, chỉ có 311 trưởng khoa của các trường kỹ thuật là phụ nữ, tức là chiếm chưa đến 1% tổng số. Ngay cả trong tâm lý học, bằng cấp mà phụ nữ chiếm đa số là tiến sĩ, họ giữ một số lượng đáng kể các vị trí có nhiệm kỳ ít hơn, khoảng 19% vào năm 1994.
Tỷ lệ biết đọc biết viết của nữ trên thế giới thấp hơn nam. CIA World Factbook đưa ra một ước tính từ năm 2010 cho thấy 80% phụ nữ trên thế giới biết chữ, so với 88,6% nam giới (từ 15 tuổi trở lên). Tỷ lệ biết chữ thấp nhất ở Nam và Tây Á, và ở các khu vực của Châu Phi cận Sahara.

## Phụ nữ trong chính trị

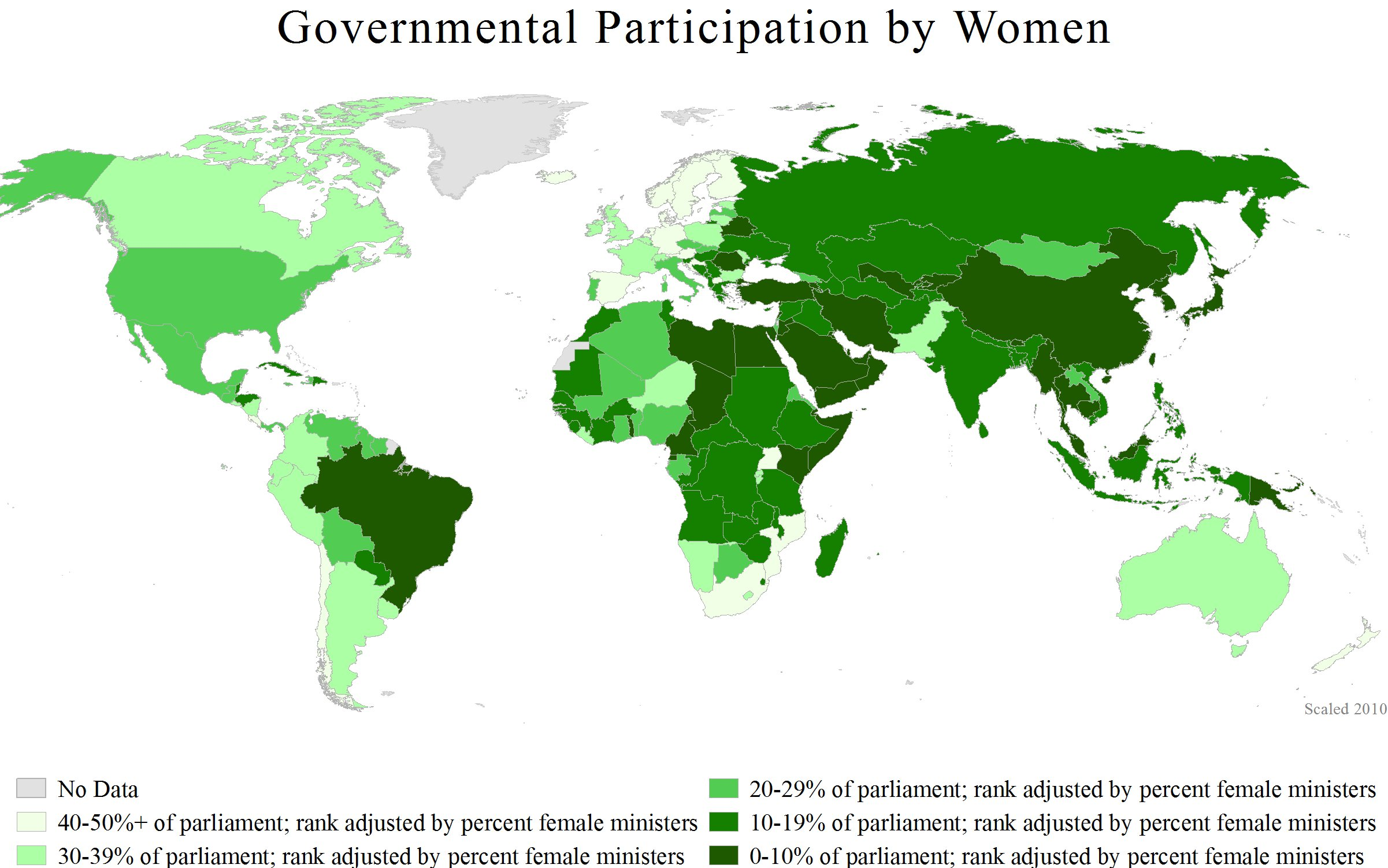
Bản đồ thế giới cho thấy sự tham gia của phụ nữ trong chính phủ theo quốc gia, 2010.

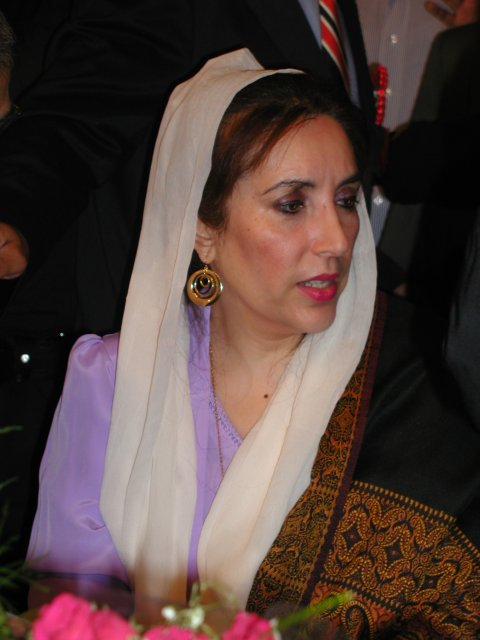
Benazir Bhutto là người phụ nữ đầu tiên đứng đầu một chính phủ dân chủ ở một quốc gia đa số theo đạo Hồi (Pakistan).

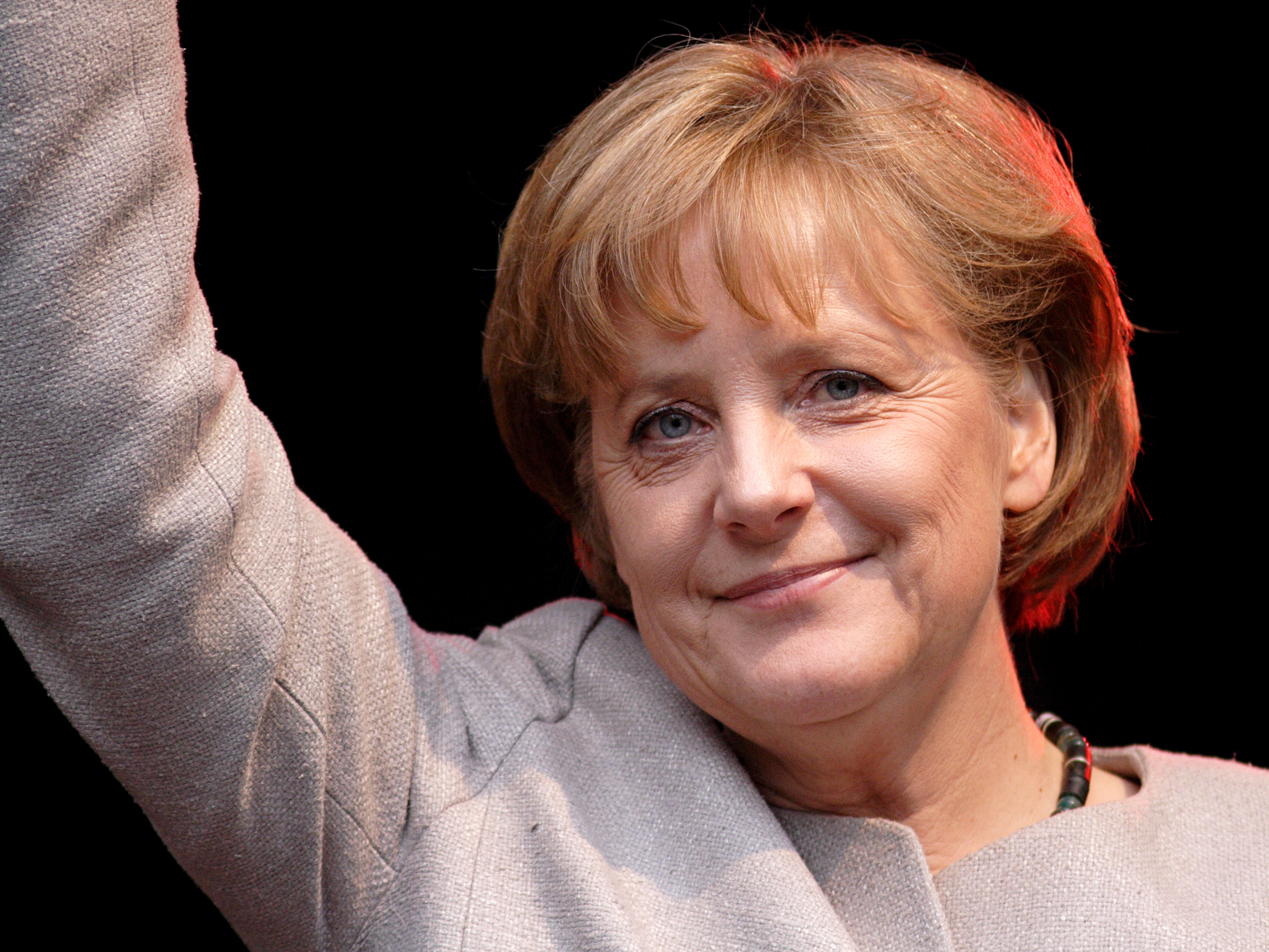
Angela Merkel đã giành được vị trí cao nhất trong danh sách FORBES Những phụ nữ quyền lực nhất thế giới trong chín năm.

Phụ nữ không được đại diện trong chính phủ ở hầu hết các quốc gia. Vào tháng 1 năm 2019, tỷ lệ trung bình toàn cầu của phụ nữ trong các hội đồng quốc gia là 24,3%. Quyền bầu cử là quyền dân sự. Quyền bầu cử của phụ nữ ở Hoa Kỳ đã dần dần đạt được, đầu tiên là ở cấp tiểu bang và địa phương, bắt đầu từ cuối thế kỷ 19 và đầu thế kỷ 20, và vào năm 1920, phụ nữ ở Hoa Kỳ đã nhận được quyền phổ thông đầu phiếu, với việc Thông qua Tu chính án thứ mười chín cho Hoa Kỳ. Hiến pháp. Một số quốc gia phương Tây chậm cho phép phụ nữ bỏ phiếu, đặc biệt là Thụy Sĩ, nơi phụ nữ giành được quyền bỏ phiếu trong cuộc bầu cử liên bang năm 1971, và ở bang Appenzell Innerrhoden phụ nữ chỉ được cấp quyền bỏ phiếu về các vấn đề địa phương vào năm 1991, khi canton buộc phải làm như vậy bởi Tòa án Tối cao Liên bang Thụy Sĩ; và Liechtenstein, năm 1984, thông qua một cuộc trưng cầu dân ý về quyền bầu cử của phụ nữ.

## Khoa học, văn học và nghệ thuật

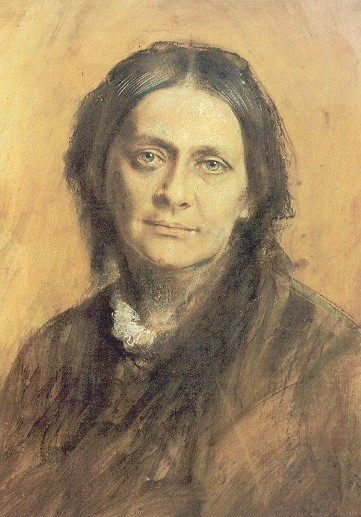
Nhà soạn nhạc người Đức Clara Schumann năm 1878

Trong suốt lịch sử, phụ nữ đã có nhiều đóng góp cho khoa học, văn học và nghệ thuật. Một lĩnh vực mà trước đây phụ nữ được phép tiếp cận nhiều nhất là sản phụ khoa (trước thế kỷ 18, việc chăm sóc phụ nữ mang thai ở châu Âu do phụ nữ đảm nhận; từ giữa thế kỷ 18 trở đi, việc theo dõi y tế đối với phụ nữ mang thai bắt đầu đòi hỏi nghiêm ngặt giáo dục chính quy, mà phụ nữ thường không được tiếp cận, và do đó việc thực hành phần lớn được chuyển sang nam giới).
Việc viết lách nói chung cũng được coi là chấp nhận được đối với phụ nữ thuộc tầng lớp thượng lưu, mặc dù việc đạt được thành công như một nhà văn nữ trong một thế giới nam giới thống trị có thể rất khó khăn; kết quả là một số nhà văn nữ đã sử dụng bút danh nam (ví dụ: George Sand, George Eliot).
Phụ nữ từng là nhà soạn nhạc, nhạc sĩ, nghệ sĩ biểu diễn nhạc cụ, ca sĩ, nhạc trưởng, học giả âm nhạc, nhà giáo dục âm nhạc, nhà phê bình âm nhạc / nhà báo âm nhạc và các ngành nghề âm nhạc khác. Có những chuyển động âm nhạc,  các sự kiện và thể loại liên quan đến phụ nữ, các vấn đề phụ nữ và nữ quyền.  Trong thập kỷ 2010, trong khi phụ nữ chiếm một tỷ lệ đáng kể của âm nhạc nổi tiếng và âm nhạc cổ điển ca sĩ, và một tỷ lệ đáng kể của nhạc sĩ (nhiều trong số đó là ca sĩ-nhạc sĩ), có rất ít phụ nữ nhà sản xuất thu âm, các nhà phê bình nhạc rock và nhạc công nhạc rock. Mặc dù đã có một số lượng lớn các nhà soạn nhạc nữ trong âm nhạc cổ điển, nhưng từ thời Trung cổ cho đến ngày nay, các nhà soạn nhạc nữ được trình diễn ít hơn đáng kể trong các tiết mục âm nhạc cổ điển thường được trình diễn, sách giáo khoa lịch sử âm nhạc và bách khoa toàn thư về âm nhạc; Ví dụ, trong cuốn Concise Oxford History of Music, Clara Schumann là một trong những nhà soạn nhạc nữ duy nhất được nhắc đến.

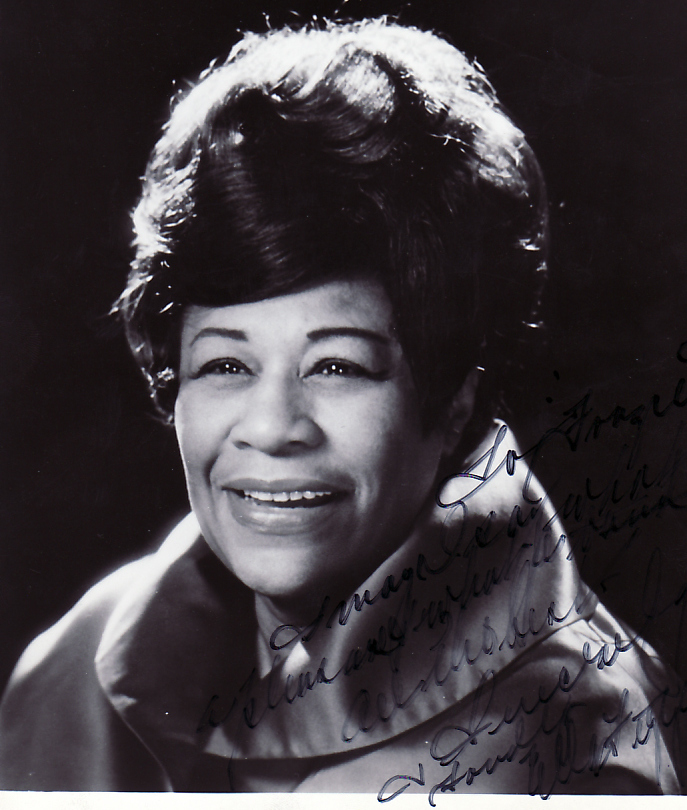
Ca sĩ người Mỹ Ella Fitzgerald năm 1968

Phụ nữ chiếm một tỷ lệ đáng kể trong các nghệ sĩ độc tấu nhạc cụ trong âm nhạc cổ điển và tỷ lệ phụ nữ trong các dàn nhạc đang tăng lên. Tuy nhiên, một bài báo năm 2015 về các nghệ sĩ độc tấu Concerto trong các dàn nhạc lớn của Canada chỉ ra rằng 84% các nghệ sĩ độc tấu của Orchester Symphonique de Montreal là nam giới. Năm 2012, phụ nữ vẫn chỉ chiếm 6% trong dàn nhạc Vienna Philharmonic được xếp hạng hàng đầu. Phụ nữ ít phổ biến hơn với tư cách là người chơi nhạc cụ trong các thể loại âm nhạc phổ biến như rock và heavy metal, mặc dù đã có một số nữ nghệ sĩ chơi nhạc cụ và ban nhạc toàn nữ đáng chú ý. Phụ nữ đặc biệt ít được thể hiện trong các thể loại nhạc metal cực đoan. Phụ nữ cũng không có nhiều đại diện trong chỉ huy dàn nhạc, phê bình âm nhạc / báo chí âm nhạc, sản xuất âm nhạc và kỹ thuật âm thanh. Trong khi phụ nữ không được khuyến khích sáng tác trong thế kỷ 19, và có rất ít nhà âm nhạc học nữ, phụ nữ đã tham gia vào giáo dục âm nhạc "... đến mức phụ nữ thống trị [lĩnh vực này] trong suốt nửa sau của thế kỷ 19 và cũng trong suốt thế kỉ 20." 
Theo Jessica Duchen, một nhà văn viết nhạc cho tờ The Independent của London, các nữ nhạc sĩ nhạc cổ điển "... thường bị đánh giá về ngoại hình, hơn là tài năng" và họ phải đối mặt với áp lực "... phải trông sexy trên sân khấu và trong các bức ảnh. "  Duchen nói rằng trong khi "có những nhạc sĩ nữ không chịu thể hiện ngoại hình của họ,... những người chịu khoe thể hình của mình thì xu hướng thành công hơn về mặt vật chất." 
Theo biên tập viên đài 3 của Anh, Edwina Wolstencroft, ngành công nghiệp âm nhạc cổ điển từ lâu đã cởi mở để phụ nữ tham gia các vai trò biểu diễn hoặc giải trí, nhưng phụ nữ ít có khả năng nắm giữ các vị trí quyền lực, chẳng hạn như chỉ huy dàn nhạc. Trong âm nhạc đại chúng, trong khi có nhiều ca sĩ nữ thu âm bài hát, thì có rất ít phụ nữ đứng sau bàn điều khiển âm thanh đóng vai trò là nhà sản xuất âm nhạc, người chỉ đạo và quản lý quá trình thu âm.